# Майська сільська рада (Каргапольський район)
Ма́йська сільська рада (рос. Майский сельский совет) — сільське поселення у складі Каргапольського району Курганської області Росії.
Адміністративний центр — селище Майський.
Населення сільського поселення становить 1794 особи (2017; 2152 у 2010, 2459 у 2002).

## Склад
До складу сільського поселення входять:
| Населений пункт         | Населення, осіб (2002) | Населення, осіб (2010) |
| ----------------------- | ---------------------- | ---------------------- |
| Березовка, присілок     | 1                      | 2                      |
| Бобильова, присілок     | 56                     | 19                     |
| Ватоліно, селище        | 83                     | 18                     |
| Заріч'є, присілок       | 91                     | 81                     |
| Каргапольє, селище      | 975                    | 933                    |
| Комсомольська, присілок | 191                    | 120                    |
| Майський, селище        | 878                    | 883                    |
| Ударник, присілок       | 184                    | 96                     |